# Schenkelia
Schenkelia is een geslacht van spinnen uit de familie springspinnen (Salticidae).

## Soorten
De volgende soorten zijn bij het geslacht ingedeeld:
- Schenkelia benoiti Wanless & Clark, 1975
- Schenkelia gertschi Berland & Millot, 1941
- Schenkelia ibadanensis Wesolowska & A. Russell-Smith, 2011
- Schenkelia lesserti Berland & Millot, 1941
- Schenkelia modesta Lessert, 1927